# Tigrosa helluo
Tigrosa helluo, comúnmente conocida como araña lobo gigante de los humedales, es una especie de araña perteneciente a la familia Lycosidae, también conocidas como arañas lobo. T. helluo se conocía anteriormente como Hogna helluo antes de que se subordinara al género Tigrosa al descubrir las diferencias entre los patrones de color dorsal, las preferencias de hábitat, las estructuras corporales, etc.  La especie es nativa de Estados Unidos, Canadá y México. Se puede encontrar en la mitad oriental de los Estados Unidos, principalmente en el noreste desde Nueva Inglaterra, hasta estados como Nebraska y Kansas hacia el oeste. T. Helluo se puede encontrar en diversos hábitats, como bosques, pantanos, campos y áreas ribereñas. Por lo general, los miembros de esta especie prefieren vivir en zonas más húmedas en lugar de ambientes secos. Los machos tienden a vivir alrededor de un año y las hembras cerca de dos años.
La característica definitoria de T. helluo es su caparazón marrón y su distintiva franja amarilla que comienza en sus ojos anteriores y se extiende hasta el cefalotórax. La parte inferior del abdomen presenta manchas negras distintivas que distinguen a T. helluo de otras arañas lobo. Con un tamaño promedio de alrededor de 17 mm, T. helluo es una de las arañas lobo más pequeñas. Además, las hembras tienden a ser más grandes que los machos, lo que demuestra que la especie presenta dimorfismo sexual.
Al igual que otras arañas de la familia Lycosidae, las arañas lobo son solitarias y viven y cazan solas. A menos que esté en temporada de apareamiento, los individuos de T. helluo serán solitarios. Generalmente son activos durante la noche, durante la cual caza a sus presas con su excelente vista y sentidos desarrollados. Además, T. helluo no crea redes, aunque las hembras hacen madrigueras debajo de rocas o tablas.

## Descripción
Mientras que la longitud corporal promedio de Tigrosa puede variar de 10 a 31 mm en las hembras y de 11 a 24 mm en los machos, La longitud media del cuerpo de T. helluo es 17 mm. En comparación con su pariente cercano T. aspersa, T. helluo es mucho más pequeño, se suele confundir a menudo con Pisaurina mira, la araña de tela de vivero, debido a su parecido físico. Sin embargo, el caparazón de T. helluo presenta un color marrón que contrasta con una franja amarilla distintiva que se extiende desde los ojos anteriores hasta el cefalotórax. A partir de los ojos medios posteriores, un conjunto de rayas amarillas más tenues se extiende hacia atrás. Además, la parte inferior del abdomen está marcado con varias manchas negras. Los patrones encontrados en el lado dorsal del cefalotórax y el abdomen son similares a los encontrados en T. georgicola ; sin embargo, las tenues rayas amarillas que aparecen en T. helluo tienen una menor longitud. Manchas negras encontradas en el abdomen de T. helluo tampoco se encuentran en T. georgicola. La coloración de las patas varía entre sexos; las de los machos son amarillas sin marcas distintivas, mientras que las de las hembras son de color marrón rojizo sin marcas o bandas adicionales.

## Taxonomía
El género Tigrosa incluye cuatro especies: T. annexa, T. aspersa, T. grandis y T. helluo  que fueron trasladadas del género Hogna. Tigrosa se define por el patrón de color distintivo en el cefalotórax dorsal, la estructura del palpo y el epigino del macho, la longitud de las patas, los comportamientos de alimentación y la disposición de los ojos.

## Hábitat y distribución

### Hábitat
En los Estados Unidos, T. helluo se puede encontrar en una gran variedad de hábitats como bosques, pantanos e incluso áreas cubiertas de hierba en estados del noreste como Connecticut . Los nidos de las hembras se encuentran a menudo debajo de piedras o tablas en campos y bosques. Estos nidos consisten en madrigueras revestidas de seda. Sin embargo, en estados como Florida y Misisipi, T. helluo se encuentra con mayor frecuencia en áreas más húmedas, como pantanos y lagos.

### Distribución
T. helluo se puede encontrar en gran parte de Estados Unidos, Canadá y México. Reside principalmente a lo largo de la costa este en la región de Nueva Inglaterra, pero se puede encontrar a lo largo de toda la costa este hasta Florida. T. helluo reside en la mayoría de los estados de la mitad oriental de los Estados Unidos. Hacía el occidente su distribución llega hasta estados como Kansas y Nebraska.En México se ha reportado en la península de Baja California.

## Reproducción y ciclo de vida
Apareamiento de T. helluo suele ocurrir en mayo o junio. Los machos viven poco más de un año, mientras que las hembras suelen vivir alrededor de dos años. La maduración ocurre en los machos entre mayo y septiembre. Los sacos de huevos se realizan en mayo y julio y pueden variar desde 8 a 12 mm de diámetro. Los huevos por sí solos pueden verse de color canela o amarillo y miden alrededor de 1 a 2 mm de diámetro. Las hembras llevarán estos huevos en un saco en su espalda hasta que eclosionen. Incluso después de la eclosión, la hembra continuará llevando a las crías en su espalda hasta que maduren lo suficiente para cazar por sí mismas. La maduración femenina puede ocurrir en cualquier momento del año. Una vez maduras, las hembras sobrevivir durante los meses más fríos del invierno. Los machos generalmente mueren antes de la llegada de esos meses.
A medida que T. helluo madura, mudará periódicamente. El tiempo y la duración de la muda dependen de la ingesta nutricional y del consiguiente potencial de crecimiento. La frecuencia de la muda se basa en las reservas nutricionales de un T. helluo. Los individuos que se alimentan con más frecuencia mudarán con menor frecuencia durante la maduración.

## Apareamiento

### Dimorfismo femenino-masculino
T. helluo presenta dimorfismo sexual. En esta especie, los dos sexos difieren dramáticamente en tamaño, siendo las hembras maduras más grandes que los machos. Por lo general, las hembras crecen hasta pesar más de 300 mg con un caparazón de alrededor de 6.5 mm de ancho, mientras que los machos apenas superan los 200 mg y tienen caparazones de alrededor de 4.5 mm.

### Canibalismo sexual
Al igual que muchas otras arañas lobo, T. helluo practica canibalismo sexual precopulatorio y poscopulatorio. La frecuencia con la que las hembras participan en el canibalismo sexual depende de diversos de factores. Se ha demostrado que el grado de dimorfismo sexual entre las arañas hembra y macho tiene un efecto en la presentación y la frecuencia del canibalismo sexual. Los machos más pequeños son más vulnerables ante las hembras más grandes y, por lo tanto, tienen más probabilidades de ser canibalizados. Cuanto mayor sea la diferencia de tamaño entre el macho y la hembra, más probable es que se produzca canibalismo sexual. Así, el canibalismo sexual en T. helluo puede verse de manera similar a una interacción depredador-presa donde la diferencia de tamaño afecta las acciones de cada uno. Otro factor que incide en el grado de canibalismo sexual de T. helluo es la condición de la araña hembra. Las hembras que no se han alimentado y, por lo tanto, están hambrientas, tienen más probabilidades de canibalizar que las hembras bien alimentadas. Es posible que los machos puedan maximizar sus probabilidades de sobrevivir apareándose solo con hembras bien alimentadas. La condición de la araña macho también puede afectar la probabilidad de ser devorados por canibalismo sexual. Los machos mayores o en peores condiciones, si bien su tamaño no es menor, son más vulnerables ante las hembras. Por lo tanto, es más probable que alteren su comportamiento copulatorio dependiendo del riesgo que perciban de ser canibalizados. Estos machos pueden invertir más en una sola cópula al participar durante más tiempo porque corren un alto riesgo de ser devorados después del apareamiento.

### Cópula
El proceso de cópula de T. helluo consiste en una serie de interacciones entre el palpo del macho y el epígino de la hembra. Primero, el macho montará a la hembra de manera que queden uno frente al otro. La parte inferior del cefalotórax del macho está posicionada contra la sección dorsal del abdomen de la hembra. Luego, el macho le indicará a la hembra que gire el abdomen tocando la parte anterior del abdomen de la hembra. Después de esto, el macho usará su palpo para conectarse con el abdomen y el epigino de la hembra. Los palpos derecho e izquierdo interactuarán con los lados derecho e izquierdo del epigino. Después de que el palpo y el epigino están acoplados, el macho expandirá su hematodoca, provocando que su émbolo ingrese al conducto copulador femenino. Luego se intercambia el semen . Esta interacción se llama inserción . Durante una sola inserción, el macho también puede expandir su hematodoca varias veces. Sin embargo, a menudo sólo se trata de una única expansión por inserción. T. helluo también realizará más de una inserción por cópula. Por lo general, se realizará una inserción por lado del palpo masculino. La cópula de T. helluo suele durar unos ocho minutos. 

## Dieta

### Presa
Las arañas lobo suelen comer diferentes tipos de insectos, aunque también pueden llegar a comer otras arañas más pequeñas como Pardosa milvina. Son animales nocturnos por lo que cazan de noche, esperando que sus presas pasen por su ubicación. T. helluo puede sobrevivir con una dieta de insectos como grillos, larvas de moscas, cucarachas, gusanos de la harina e incluso escarabajos.

### Efectos de la dieta en la supervivencia
T. Helluo es capaz de alimentarse de una gran variedad de presas y por ello disfruta de una dieta variada de diferentes insectos. Un estudio de 1992 que evaluó los efectos de las dietas politípicas versus las dietas monotípicas en las arañas lobo, encontró que los individuos de T. helluo criados con dietas politípicas tuvieron una supervivencia significativamente mayor y alcanzaron la madurez sexual antes que los individuos que consumieron una dieta monotípica. Ciertas partes del cuerpo, como el cefalotórax y las patas, también eran significativamente más grandes en la madurez en el grupo de dieta politípica.

### Efectos de la dieta sobre el comportamiento
Un estudio de 1999 examinó el efecto de la alimentación en la construcción de madrigueras para T. helluo informó que el nivel de hambre afecta significativamente sus decisiones de comportamiento. En comparación con las arañas hambrientas, los individuos bien alimentados tenían un mejor estado nutricional y hacían significativamente más madrigueras. Dado que los machos no construyen madrigueras, no se incluyeron en el estudio.

## Depredadores

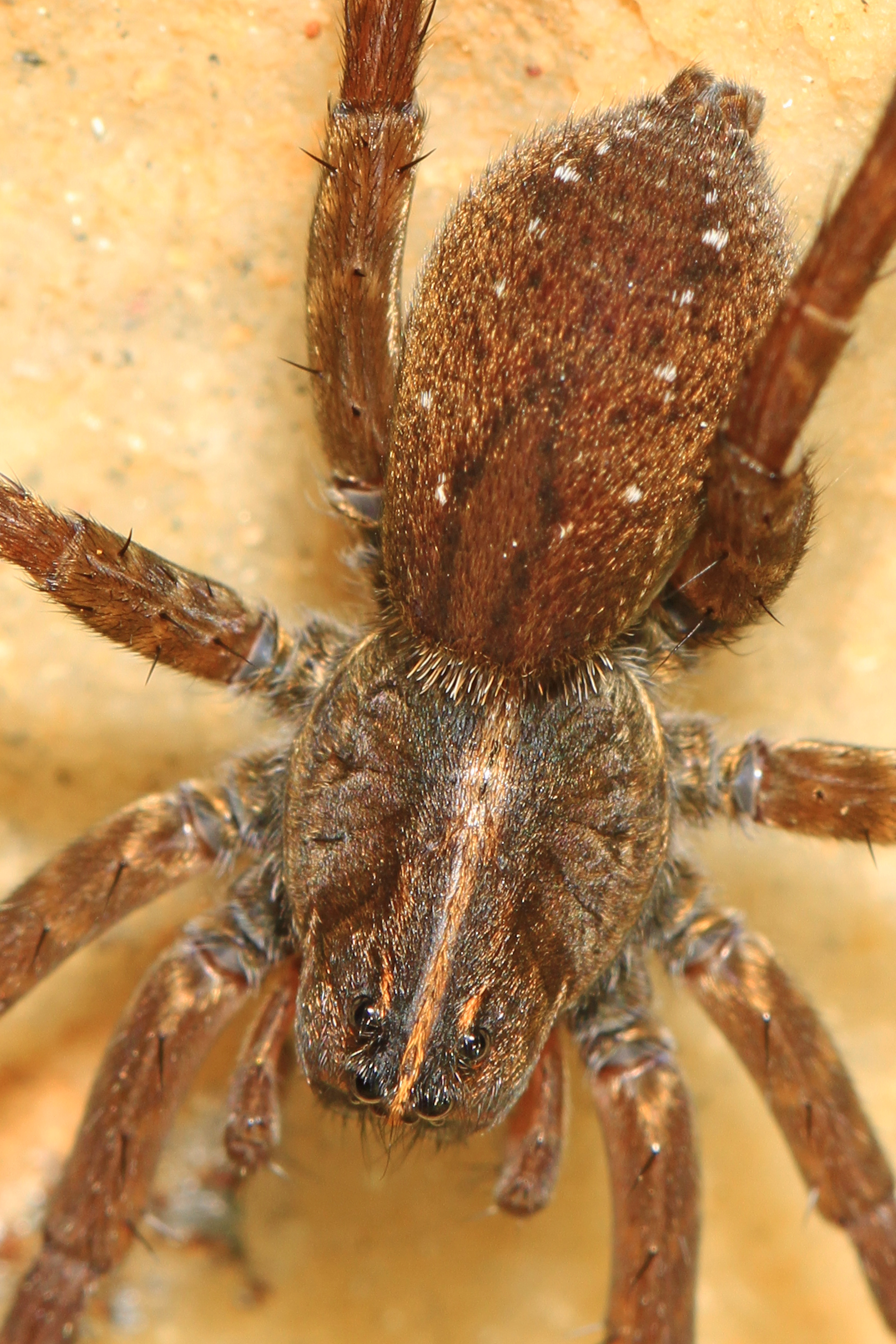
Tigrosa helluo hembra

Aunque son cazadoras, las arañas lobo también pueden ser presa para otros organismos como mantis religiosas, pájaros, avispas, pequeños reptiles e incluso otras arañas. Las especies de la familia Lycosidae tienen una visión fantástica y son sensibles a las vibraciones, por lo que utilizan estos sentidos para detectar y evadir a los depredadores. También utilizan su velocidad y el camuflaje de su coloración natural para evitar a los depredadores. Hembras de la especie T. helluo construyen madrigueras en lugares apartados, como debajo de las piedras, que también pueden funcionar como lugar para esconderse de los depredadores. Si es necesario, T. Helluo puede morder a los depredadores e inyectar veneno.

## Comportamiento

### Caza
T. helluo generalmente cuenta con algunos sitios de alimentación donde se ubica para cazar y suele alternar entre ellos. Las hembras construyen madrigueras de seda y esperan que aparezca una presa en su sitio de alimentación, mientras que los machos suelen deambular y esperar a sus presas. Como todas las arañas lobo, T. Helluo es una especie que caza en solitario, encontrándose con otras arañas solo para aparearse.

### Señales químicas en la caza
Un estudio de 2001 sobre las señales químicas en T. helluo sugiere que esta especie es capaz de detectar las señales químicas provenientes de presas recientemente cazadas. Las arañas mostrarán una preferencia por señales químicas que coincidan con las de su presa más recientemente cazada. Por lo tanto, las actividades de caza posteriores mostrarán una preferencia dietética por las especies de presa consumidas más recientemente.
También se ha demostrado que la presencia de herbicidas a base de glifosato afecta el comportamiento en la captura de presas de T. Helluo. En presencia de herbicida, T. Helluo es más capaz de detectar y orientarse hacia sus presas y, por lo tanto, es capaz de someterlas de manera más eficiente.

### Comunicación
Si bien las arañas lobo son solitarias y no suelen asociarse con otras fuera del período de apareamiento, ocasionalmente se produce comunicación entre dos individuos. Las arañas lobo tienen una de las mejores visiones de todas las arañas, por lo que utilizan señales visuales, como agitar sus pedipalpos, para indicar que quieren aparearse. También son sensibles a las vibraciones, al olor y al gusto.

## Mordeduras

### Mordeduras a humanos
Las arañas lobo generalmente no son agresivas y no muerden a menos que se las provoque fácilmente. También poseen veneno que se inyecta en el organismo al morder. Sin embargo, para los humanos, las picaduras de araña lobo generalmente se consideran menores y sin importancia médica. Las picaduras suelen causar hinchazón y dolor leve, pero no complicaciones graves. Por lo general, no se necesita antiveneno para tratar estas picaduras.

## Diferencias conPardosa milvina
Tanto Pardosa milvina como Tigrosa helluo se encuentran entre las especies de arañas lobo más comunes en los Estados Unidos, pero tienen diferencias de comportamiento de acuerdo a sus enfoques de caza; T. helluo tiende a esperar a que la presa pase por su ubicación antes de atacar, mientras que P. milvina sale a buscar a su presa. Además, P. milvina tiene un tamaño más pequeño que la convierte en presa de T. helluo.